# William Bartram
William Bartram (Kingsessing, Pennsilvània, 20 d'abril de 1739 – 22 de juliol de 1823) va ser un botànic nord-americà autor del popular llibre conegut com a Travels. Era fill del naturalista John Bartram, William Bartram nasqué a Kingsessing, Pennsilvània, prop de Filadèlfia. D'infant acompanyà el seu pare en nombroses expedicions a Catskill Mountains, el territori de Nova Jersey conegut com a Pine Barrens («pineda erm»), Nova Anglaterra, i a Florida. Desenvolupà habilitat en el dibuix d'ocells, va mantenir el jardí botànic Bartram del seu pare i hi afegí espècies rares.
El 1773, va iniciar un viatge de quatre anys de durada per les colònies del sud. El 1774, explorà el riu Saint Johns i també visita els amerindis seminola al poble de Cuscowilla.

## Exploració de la nació Cherokee
El 22 d'abril de 1776 Bartram inicià l'exploració de la nació Cherokee. Visità el poblat cheroke de Keowee a Carolina del Sud i pujà les muntanyes Jore.

## Tornada a Filadèlfia
Bartram tornà a Filadèlfia el gener de 1777. A finals de la dècada de 1780, acabà el llibre que el faria famós Travels through North and South Carolina, Georgia, East and West Florida, the Cherokee Country, etc.. Considerat en el seu temps un dels millors llibres d'història natural a Amèrica. Bartram influí escriptors del Romanticisme d'aquella època com William Wordsworth, Samuel Taylor Coleridge i François René de Chateaubriand.

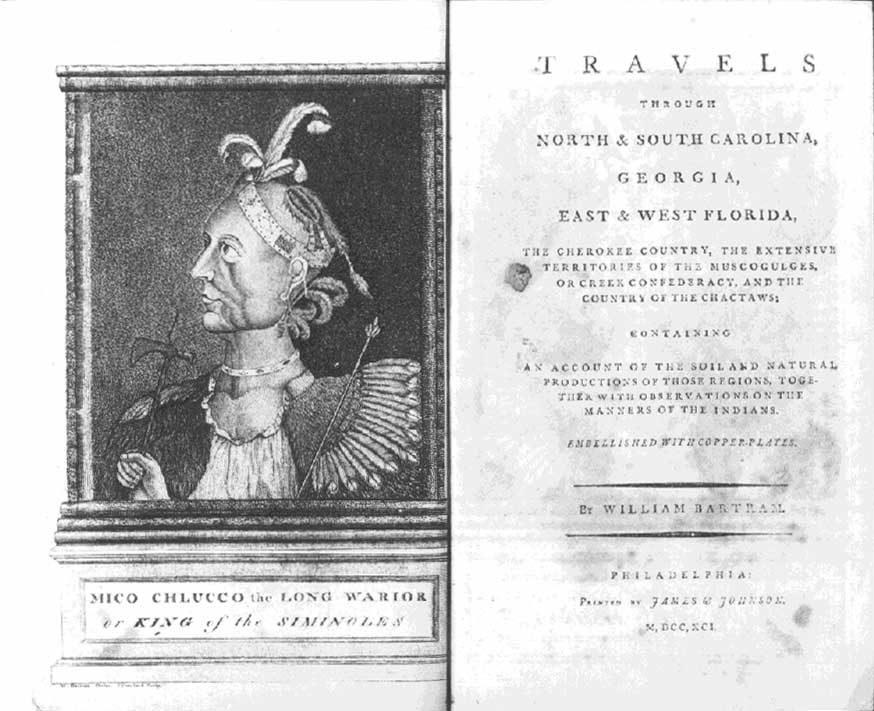
Portada del llibre "Travels"

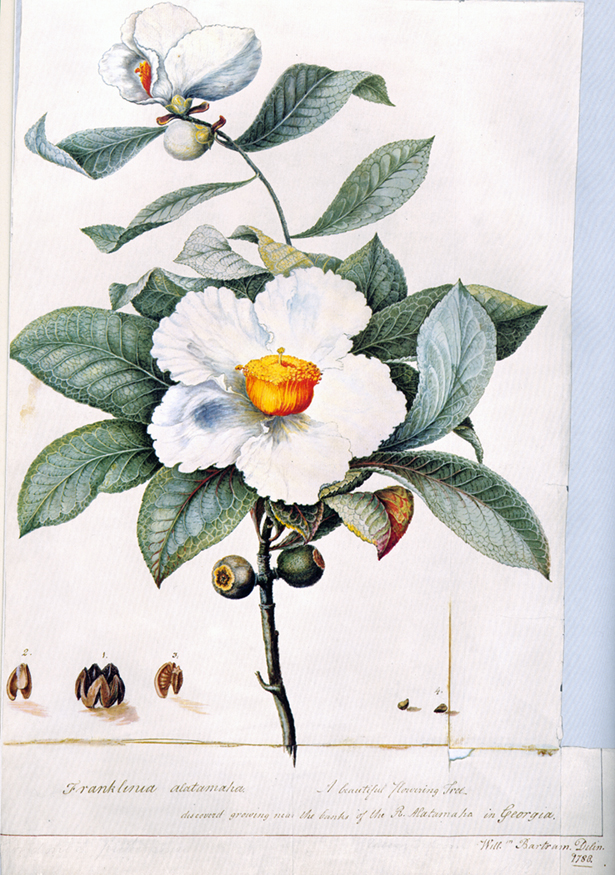
Franklinia alatamaha per William Bartram (1782)

Entre les contribucions de Berrtram es troben els dibuixos del seu amic Benjamin Smith Barton per a Elements of Botany (1803–04) que explica el sistema de Linné.
Després de la guerra de 1812, William Bartram escriví un diari sobre les migracions d'ocells, la vida vegetal i la meteorologia. Refusà ser professor de botànica a la Universitat de Pennsilvània, i declinà la invitació del president Thomas Jefferson per unir-se a una expedició al riu Red del Mississipi al territori de Louisiana el 1806.
Hi ha nombrosos llocs amb el seu nom: Entre ells el William Bartram Arboretum del parc Fort Toulouse prop de Wetumpka, Alabama. i Bartram Hall de la Universitat de Florida a Gainesville, Florida.